# Jihad butlérien
Le Jihad butlérien ou la Grande révolte est une période historique de l'univers fictif de Dune évoquée par l'écrivain Frank Herbert dans sa série de romans du cycle de Dune, et développée ensuite par son fils Brian Herbert et l'auteur Kevin J. Anderson dans le cycle Dune, la genèse.
Se produisant plus de 10 000 ans avant les événements relatés dans le roman Dune (1965) de Frank Herbert, le Jihad butlérien conduit à la mise hors la loi de certaines technologies.
Jihad (guerre sainte) appelée des vœux de Serena Butler afin de combattre la suprématie des « machines pensantes » — un terme collectif pour les ordinateurs et l'intelligence artificielle de toute nature — qui ont asservi l'Humanité, il aboutit à leur interdiction pure et simple : toutes les analyses de données sont par la suite effectuées par des humains spécialisés, les mentats. Cette interdiction exerce une influence essentielle sur la nature du cadre fictif développé par Herbert dans les romans du cycle de Dune.

Le principal commandement du Jihad butlérien, qui figure dans la Bible catholique orange, dispose que : 

« Tu ne feras point de machine à l’esprit de l’homme semblable. »

## Dans le cycle original deDune
Dans Dune (1965), l'auteur Frank Herbert donne la définition du Jihad butlérien dans la section annexe « Terminology of the Imperium » (appelé le « Lexique de l'Imperium » en VF), un glossaire fictif décrivant les termes  spécifiques à l'univers du roman :

« Jihad, Butlerian: (see also Great Revolt) — the crusade against computers, thinking machines, and conscious robots begun in 201 B.G. and concluded in 108 B.G. Its chief commandment remains in the O.C. Bible as "Thou shalt not make a machine in the likeness of a human mind ».
« Jihad Butlérien [voir aussi Grande Révolte] : croisade lancée contre les ordinateurs, les machines pensantes et les robots conscients en 201 avant la Guilde et qui prit fin en 108. Son principal commandement figure dans la Bible C.O. : "Tu ne feras point de machine à l'esprit de l'homme semblable". »

Herbert se réfère au Jihad à plusieurs reprises dans tout le cycle de Dune, mais ne donne pas beaucoup de détails sur la façon dont il a imaginé le conflit en tant que tel. Dans L'Empereur-Dieu de Dune (1981), le personnage de Leto II Atréides indique que le Jihad a été un bouleversement social semi-religieux, initié par des humains qui se sont sentis repoussés par la façon dont ils étaient guidés et contrôlés par les machines :

« "The target of the Jihad was a machine-attitude as much as the machines," Leto said. "Humans had set those machines to usurp our sense of beauty, our necessary selfdom out of which we make living judgments. Naturally, the machines were destroyed." »
« La cible du Jihad était une attitude favorable aux machines, autant que les machines elles-mêmes. Les humains avaient mis dans ces machines de quoi usurper notre sens du beau, notre indispensable individualité qui est à la base de nos jugements vivants. Naturellement, les machines ont été détruites. »

## Dans les romans post-Frank Herbert
Dans le cycle de romans postérieurs à l’œuvre de Frank Herbert, intitulé Dune, la genèse, écrit par son fils Brian Herbert et Kevin J. Anderson et constitué des trois tomes : La Guerre des machines, Le Jihad butlérien et La Bataille de Corrin, le Jihad butlérien commence en 201 AG (« Avant la Guilde », c'est-à-dire 201 ans avant la création de la Guilde spatiale) pour se terminer en 108 AG par la victoire des humains, réunis au sein de la Ligue des Nobles.
La Ligue pouvait compter sur le soutien des Planètes Dissociées, planètes non membres de la Ligue mais ne faisant pas non plus partie des Mondes Synchronisés, les mondes inféodés au suresprit des machines, Omnius. On compte parmi ces planètes notamment Caladan, le berceau de la Maison Atréides, Arrakis, la seule source connue de l’Épice gériatrique (appelé aussi mélange) ou encore Tlulax, la planète de ce qui devient plus tard le Bene Tleilax. Les machines ont à leur côté les Titans cymek, des mécaniques dotées de cerveaux humains, qui finissent par trahir Omnius. Les trois derniers Titans, Agamemnon, Junon et Dante, sont finalement détruits par Vorian Atréides et Quentin Butler juste avant la bataille de Corrin. 
Dans les premiers temps du joug des machines, leur suprématie était absolue, et la résistance humaine semblait vouée à l’échec à terme. Mais l’assassinat sur la Terre du fils de Serena Butler, Manion, par le robot indépendant Érasme, conduisit à une révolte sans précédent des esclaves humains des Mondes Synchronisés et à une riposte massive de la Ligue, qui frappa la Terre d’ogives nucléaires (les « atomiques » de chaque grande famille noble). S’ensuivit une longue période de combats entre la Ligue et les machines, période marquée par un relatif équilibre des forces : victoires humaines de Poritrin, Tyndall et IV Anbus, défaites d'Honru, Ellram, Péridot et Corrin. 
La Ligue fut cependant au bord de l’effondrement après l’offensive bactériologique d’Omnius, qui dissémina des agents pathogènes d’une peste à haut degré de mortalité, le « Fléau d’Omnius ». Ce fléau élimina plus de la moitié de la population humaine. Pour éviter la défaite imminente, la Ligue décida de frapper radicalement tous les Mondes Synchronisés d’Omnius à coup d’atomiques au cours d’une campagne éclair, appelée La Grande Purge. Cette campagne, dirigée par Vorian Atréides, fut rendue possible par l’utilisation des moteurs dotés de l'« effet Holtzman », une technologie pouvant « plisser » l’espace pour parcourir d'immenses distances dans l'espace en quelques instants (une sorte de téléportation).
Après la Grande Purge, Corrin était le seul Monde Synchronisé encore sous contrôle mécanique. Pendant deux décennies, la Ligue a contenu la menace en déployant un cordon satellite qui brouillait tout circuit mécanique tentant de le percer, tout en maintenant une flotte de surveillance stationnée près de Corrin pour s'assurer que rien ne s'échappe.
Toutefois, après cette accalmie relative marquée par une ultime offensive d’Omnius sur la planète capitale de la Ligue, Salusa Secundus, l’Armée de l’Humanité lança la plus grande offensive de l'histoire du Jihad, dans le but de détruire le suresprit de Corrin. Les forces humaines étaient dirigées par le Bashar Suprême Vorian Atréides, secondé par le Bashar Abulurd Harkonnen. Le manque de détermination d'Abulurd et sa lâcheté lors de l’épisode du Pont de Hrethgir faillirent conduire l’armada humaine au désastre, mais le sang-froid de Vorian Atréides permit aux forces humaines de remporter finalement un succès coûteux en vies humaines, mais décisif. Les machines et Omnius venaient de perdre là leur dernière bataille, la Ligue remportant la victoire finale.
Pour marquer la fin du Jihad et tourner la page de cette époque sombre et sanglante, le Vice-Roi de la Ligue, Faykan Butler, prit alors le nom de Corrino, en mémoire de l’ultime bataille. Il décida d’une nouvelle organisation politique des mondes humains, réunis désormais au sein d’un Empire Galactique dont il serait le souverain, prenant le titre d’Empereur Padishah.

## Principales figures du Jihad butlérien
- Serena Butler : fille du Vice-Roi de la Ligue Manion Butler, mère de Manion l’Innocent et Grande Prêtresse du Jihad. C’est l’âme de la lutte contre les Machines.
- Agamemnon : général des Titans, ces humains devenus machines. Il sert contre son gré Omnius, et le trahit dès qu’il peut. Il est tué par son fils Vorian Atréides.
- Vorian Atréides : fils du Titan Agamemnon, il rallia la cause humaine. Stratège de génie et général sans pareil, c’est l’artisan de la victoire finale contre Omnius.
- Xavier Harkonnen : père de Manion l’Innocent, il est avec Vorian Atréides le meilleur stratège et soldat de la Ligue. Meilleur ami de Vorian Atréides, il mourut en lançant son vaisseau sur un soleil pour tuer Iblis Ginjo et mettre fin à ses malversations et à ses pratiques honnies.
- Iblis Ginjo : chef d’équipe d’esclaves sur la Terre, c’est lui qui lance la révolte des esclaves. Il est ensuite Grand Patriarche du Jihad butlérien, s’accaparant peu à peu tous les pouvoirs par le biais de la Jipol, la police du Jihad commandée par Yorek Thurr. Sa personnalité est ambiguë, sa fidélité à la cause humaine ne pouvant être remise en cause, mais les moyens utilisés pour faire triompher le Jihad furent souvent extrêmes, allant jusqu’à tuer des Hommes et à assassiner Serena Butler pour donner un second souffle au Jihad.
- Manion Butler : vice-roi de la Ligue des Nobles et père de Serena Butler.
- Quentin Butler : général humain, grand guerrier. Gendre de Xavier Harkonnen.
- Faykan Butler : fils de Quentin Butler. Dernier vice-roi de la Ligue, et premier empereur. Il fonda la Maison Corrino
- Abulurd Harkonnen : frère de Faykan Butler. Il prit le nom d’Harkonnen pour laver la mémoire de Xavier Harkonnen, injustement honnie. Sa couardise à la bataille de Corrin lui valut d’être frappé d’ostracisme et doit s’exiler sur Lankiveil.
- Tio Holtzman : savant et inventeur.
- Norma Cenva : assistante de Tio Holtzman, elle mit au point les moteurs capables de plisser l’espace. Elle est la première Navigatrice.
- Aurelius Venport : concubin de Zufa Cenva. Homme d’affaires, directeur de l’entreprise Venkee, qui préfigure la Guilde spatiale. C’est à lui et à son associé Tuk Keedair que l’on doit la commercialisation de l’Épice.
- Raquella Berto-Anirul : fondatrice de la Communauté des Sœurs Bene Gesserit.
- Jool Noret : maître d’escrime de Ginaz.
- Gilbertus Albans : esclave élevé par le robot Érasme et premier Mentat.
- Mohandas Suk : chirurgien militaire, fondateur de l’École Suk.
- Selim : habitant du désert d’Arrakis. Premier Chevaucheur des vers des sables. Il est à l’origine de la culture Fremen.
- Ishmaël : esclave de Poritrin. Il parvint à s’échapper sur Arrakis. Successeur de Selim, il est le fondateur de la communauté Fremen.
- Omnius : suresprit des machines pensantes. Ennemi de l’Humanité.
- Érasme : robot à la personnalité indépendante. Il tua Manion l’Innocent. L’une des machines les plus dangereuses, car capable de ruser et de mentir.
- Ajax, Barberousse, Dante, Junon, Xerxès : Titans subordonnés à Agamemnon.
- Hécate : Titan insubordonné.

## Inspiration
Cet événement pourrait avoir été nommé en référence à Samuel Butler, un contemporain de Charles Darwin, qui, après la publication de L’Origine des espèces, écrivait ceci en 1863 :

« Qu’arriverait-il si la technologie continuait à progresser plus rapidement que l’évolution des règnes végétal et animal ? Nous remplacerait-elle aux commandes de la Terre ? Comme le règne végétal s’est lentement construit à partir des minéraux, et que le règne animal s’est, lui, construit à partir du règne végétal, un nouveau règne a brusquement surgi ces dernières années, règne que nous voyons dans sa période préhistorique… À chaque jour qui passe, nous lui donnons de plus en plus de pouvoir et de moyens d’auto-contrôle, ce qui sera éventuellement l’équivalent de notre intellect. »